# 登德尔莱乌站
登德尔莱乌站（荷蘭語：Station Denderleeuw）是比利时东佛兰德省登德尔莱乌的鐵路車站，于1855年4月7日启用。该车站是比利时第十四繁忙的铁路车站，也是仅次于根特圣彼得斯站的东佛兰德省第二繁忙铁路车站。

## 列车服务
该站提供以下列车服务：
- 城际列车 (IC-13) 科特赖克 - 登德尔莱乌 - 布鲁塞尔 - 斯哈尔贝克（周一至周五）
- 城际列车 (IC-20) 根特 - 阿尔斯特 - 布鲁塞尔 - 哈瑟尔特 - 通厄伦（周一至周五）
- 城际列车 (IC-20) 根特 - 阿尔斯特 - 布鲁塞尔 - 登德尔蒙德 - 洛克伦（周末）
- 城际列车 (IC-23) 奥斯坦德 - 布魯日 - 科特赖克 - 佐特海姆 - 布鲁塞尔 - 布鲁塞尔机场
- 城际列车 (IC-29) 根特 - 阿尔斯特 - 布鲁塞尔 - 布鲁塞尔机场 - 鲁汶 - 兰登（周一至周五）
- 城际列车 (IC-29) 德潘讷 - 根特 - 阿尔斯特 - 布鲁塞尔 - 布鲁塞尔机场 - 鲁汶 - 兰登（周末）
- 布鲁塞尔城市快铁（法语：Réseau express régional bruxellois） (S3) 佐特海姆 - 登德尔莱乌 - 布鲁塞尔 - 登德尔蒙德（周一至周五）
- 布鲁塞尔城市快铁 (S3) 佐特海姆 - 登德尔莱乌 - 布鲁塞尔 - 斯哈尔贝克（周末）
- 布鲁塞尔城市快铁 (S4) 阿尔斯特 - 登德尔莱乌 - 布鲁塞尔卢森堡 - 埃特贝克 - 维尔福德 - 梅赫伦（周一至周五）
- 布鲁塞尔城市快铁 (S6) 阿尔斯特 - 登德尔莱乌 - 赫拉尔兹贝亨 - 哈勒 - 布鲁塞尔 - 斯哈尔贝克（周一至周五）
- 布鲁塞尔城市快铁 (S6) 登德尔莱乌 - 赫拉尔兹贝亨 - 哈勒 - 布鲁塞尔 - 斯哈尔贝克（周末）
- 布鲁塞尔城市快铁 (S10) 阿尔斯特 - 登德尔莱乌 - 布鲁塞尔 - 登德尔蒙德